# Julia Vakulenko
Julia Olegovna Vakulenko (en ukrainien : Юлія Оле́гівна Вакуленко), née le 10 juillet 1983 à Yalta, est une joueuse de tennis ukrainienne devenue citoyenne espagnole en 2008. Elle est professionnelle de 1998 à 2010.
Sans titre sur le circuit WTA, elle a cependant gagné quatre titres ITF en simple (à Gérone, Deauville, Boynton Beach et Majorque).

## Palmarès

### Titre en simple dames
Aucun

### Finale en simple dames
| No | Date       | Nom et lieu du tournoi | Catégorie | Dotation  | Surface         | Vainqueure        | Score    |          |
| -- | ---------- | ---------------------- | --------- | --------- | --------------- | ----------------- | -------- | -------- |
| 1  | 29/10/2007 | Challenge Bell, Québec | Tier III  | 175 000 $ | Moquette (int.) | Lindsay Davenport | 6-4, 6-1 | Parcours |

## Parcours en Grand Chelem

### En simple dames
| Année | Open d'Australie | Open d'Australie | Internationaux de France | Internationaux de France | Wimbledon       | Wimbledon           | US Open         | US Open            |
| ----- | ---------------- | ---------------- | ------------------------ | ------------------------ | --------------- | ------------------- | --------------- | ------------------ |
| 2003  | -                | -                | 3e tour (1/16)           | Jennifer Capriati        | 1er tour (1/64) | Justine Henin       | 2e tour (1/32)  | Daniela Hantuchová |
| 2004  | 2e tour (1/32)   | Paola Suárez     | 1er tour (1/64)          | Arantxa Parra            | 1er tour (1/64) | Jennifer Hopkins    | 2e tour (1/32)  | Amélie Mauresmo    |
| 2005  | -                | -                | -                        | -                        | 2e tour (1/32)  | Mary Pierce         | -               | -                  |
| 2006  | -                | -                | 3e tour (1/16)           | Patty Schnyder           | 1er tour (1/64) | Vania King          | -               | -                  |
| 2007  | 2e tour (1/32)   | Maria Kirilenko  | 1er tour (1/64)          | Raluca Olaru             | 1er tour (1/64) | Svetlana Kuznetsova | 4e tour (1/8)   | Ágnes Szávay       |
| 2008  | 1er tour (1/64)  | Elena Vesnina    | 1er tour (1/64)          | Alizé Cornet             | 1er tour (1/64) | Flavia Pennetta     | 1er tour (1/64) | Elena Vesnina      |

À droite du résultat, l’ultime adversaire.

### En double dames
| Année | Open d'Australie              | Open d'Australie         | Internationaux de France      | Internationaux de France | Wimbledon                     | Wimbledon                  | US Open                       | US Open                  |
| ----- | ----------------------------- | ------------------------ | ----------------------------- | ------------------------ | ----------------------------- | -------------------------- | ----------------------------- | ------------------------ |
| 2004  | 1er tour (1/32) Marta Marrero | Émilie Loit Nicole Pratt | -                             | -                        | -                             | -                          | -                             | -                        |
| 2007  | -                             | -                        | 1er tour (1/32) Aravane Rezaï | M. Johansson Selima Sfar | 1er tour (1/32) Aravane Rezaï | M. Kirilenko Elena Vesnina | 1er tour (1/32) L. Dekmeijere | Ágnes Szávay V. Uhlířová |
| 2008  | 1er tour (1/32) S. Beltrame   | Ji Chunmei Sun Shengnan  | -                             | -                        | 1er tour (1/32) V. Razzano    | V. Dushevina Dzehalevich   | -                             | -                        |

Sous le résultat, la partenaire ; à droite, l’ultime équipe adverse.

## Classements WTA en fin de saison

### En simple
| Année | 1999 | 2000 | 2001 | 2002 | 2003 | 2004 | 2005 | 2006 | 2007 | 2008 | 2009 |
| Rang  | 417  | 226  | 135  | 209  | 73   | 129  | 185  | 120  | 33   | 357  | 156  |

Source : (en) « Classements de Julia Vakulenko », sur le site officiel du WTA Tour

### En double
| Année | 2003 | 2004 | 2005 | 2006 | 2007 | 2008 | 2009 |
| Rang  | 151  | 359  | -    | -    | 915  | -    | 676  |

Source : (en) « Classements de Julia Vakulenko », sur le site officiel du WTA Tour